# Renault R27
Renault R27  je vůz Formule 1, který se účastnil mistrovství světa v roce 2007.

## Popis
Renault R27 je evolučním nástupcem mistrovského R26, největších změn doznaly bočnice a převodovka. Bočnice vozu jsou zcela nové a užší, zakrývají inovované chladiče a výfuky. Nepřehlédnutelné jsou křídla na bočnicích s důmyslně zabudovanými zrcátky, které loni představilo Ferrari. Od svého předchůdce zdědil technické dimenze jako je rozchod kol, kýl do V, a další.

### Technická data
- Motor: Renault RS26
  - V8 90°
  - Objem: 2398 cc s 32 ventily
  - Vstřikování Marelli
  - Palivový systém Magneti Marelli
  - Palivo Elf
  - Výkon: 750 kW/10 400 otáček
  - Převodovka: Renault/ 7stupňová poloautomatická
  - Pneumatiky: Michelin
  - Ráfky: OZ Racing
  - Brzdy: AP Racing
  - Hmotnost 605 kg

### Piloti
- Giancarlo Fisichella
- Heikki Kovalainen

## Kompletní výsledky ve formuli 1
| Legenda k tabulce | Legenda k tabulce                                                                       |
| Barva             | Výsledek                                                                                |
| ----------------- | --------------------------------------------------------------------------------------- |
| Zlatá             | Vítěz                                                                                   |
| Stříbrná          | 2. místo                                                                                |
| Bronzová          | 3. místo                                                                                |
| Zelená            | Bodované umístění                                                                       |
| Modrá             | Nebodované umístění                                                                     |
| Modrá             | Dokončil neklasifikován (NC)                                                            |
| Fialová           | Odstoupil (Ret)                                                                         |
| Červená           | Nekvalifikoval se (DNQ)                                                                 |
| Červená           | Nepředkvalifikoval se (DNPQ)                                                            |
| Černá             | Diskvalifikován (DSQ)                                                                   |
| Bílá              | Nestartoval (DNS)                                                                       |
| Bílá              | Závod zrušen (C)                                                                        |
| Světle modrá      | Pouze trénoval (PO)                                                                     |
| Světle modrá      | Páteční testovací jezdec (TD)                                                           |
| Bez barvy         | Netrénoval (DNP)                                                                        |
| Bez barvy         | Vyřazen (EX)                                                                            |
| Bez barvy         | Nepřijel (DNA)                                                                          |
| Bez barvy         | Odvolal účast (WD)                                                                      |
| Bez barvy         | Nezúčastnil se (prázdné)                                                                |
| Označení          | Význam                                                                                  |
| Tučnost           | Pole position                                                                           |
| Kurzíva           | Nejrychlejší kolo                                                                       |
| †                 | Jezdec nedojel do cíle, ale byl klasifikován, protože odjel více než 90 % délky závodu. |
| ‡                 | Byl udělován poloviční počet bodů, protože bylo odjeto méně než 75 % délky závodu.      |
| Horní index       | Umístění bodujících jezdců ve sprintu                                                   |

| Rok  | Šasi        | Motor               | Pneu | Jezdci               | 1   | 2   | 3   | 4   | 5   | 6   | 7   | 8   | 9   | 10  | 11  | 12  | 13  | 14  | 15  | 16  | 17  | Body | Umístění |
| ---- | ----------- | ------------------- | ---- | -------------------- | --- | --- | --- | --- | --- | --- | --- | --- | --- | --- | --- | --- | --- | --- | --- | --- | --- | ---- | -------- |
| 2007 | Renault R27 | Renault RS27 2.4 V8 | B    |                      | AUS | MAL | BHR | ŠPA | MON | KAN | USA | FRA | GBR | EUR | MAĎ | TUR | ITA | BEL | JPN | ČÍN | BRA | 51*  | 3.*      |
| 2007 | Renault R27 | Renault RS27 2.4 V8 | B    | Giancarlo Fisichella | 5   | 6   | 8   | 9   | 4   | DSQ | 9   | 6   | 8   | 10  | 12  | 9   | 12  | Ret | 5   | 11  |     | 51*  | 3.*      |
| 2007 | Renault R27 | Renault RS27 2.4 V8 | B    | Heikki Kovalainen    | 10  | 8   | 9   | 7   | 13  | 4   | 5   | 15  | 7   | 8   | 8   | 6   | 7   | 8   | 2   | 9   |     | 51*  | 3.*      |

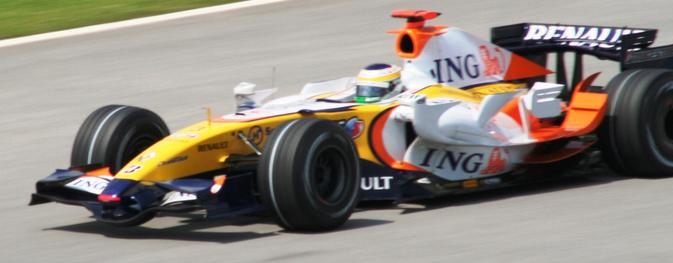
Giancarlo Fisichella s vozem R27 při Grand Prix Malajsie 2007
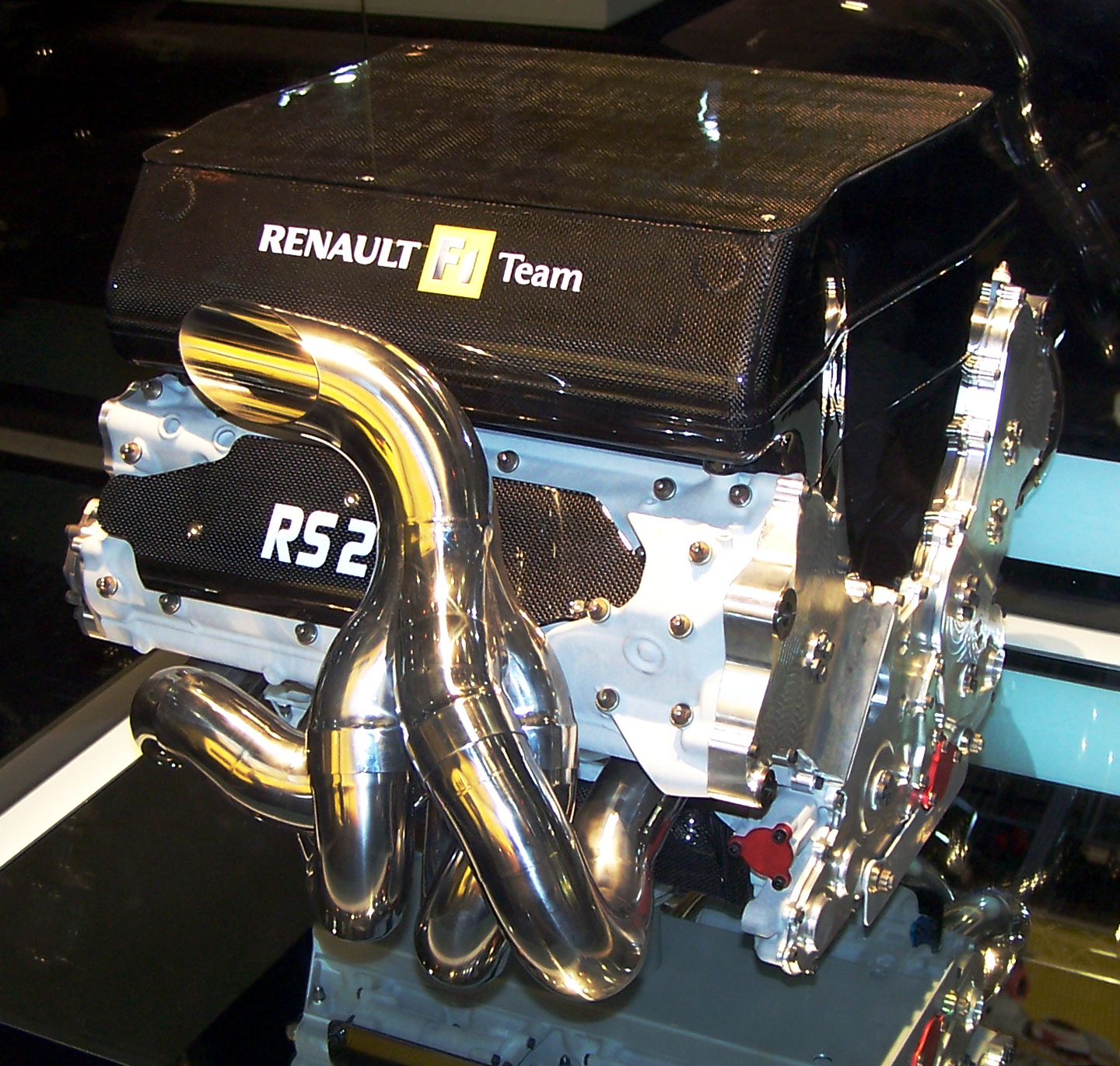
Renault RS27 motor
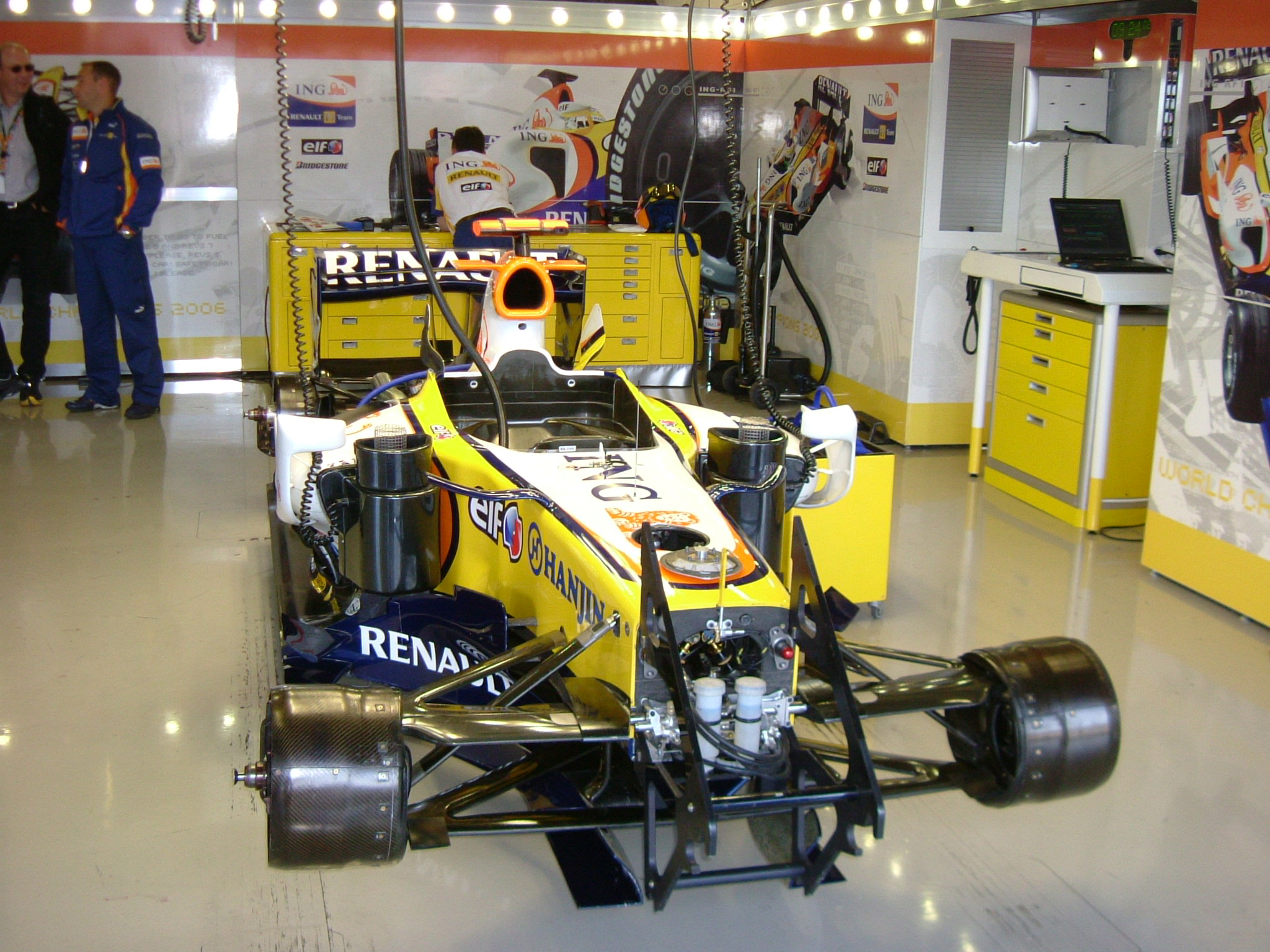
Příprava na Grand Prix Velké Británie 2007
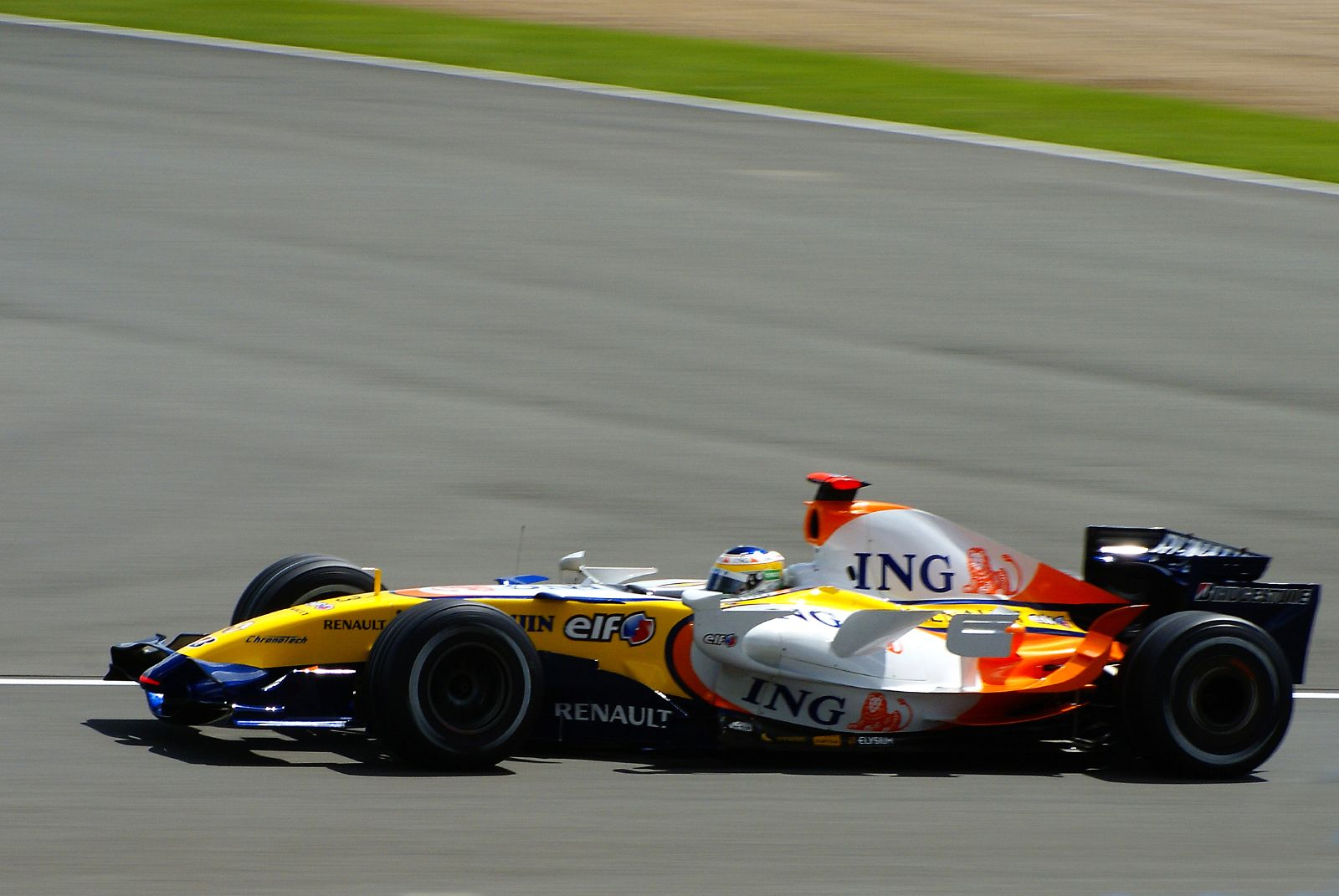
Fisichella s vozem R27 při Grand Prix Velké Británie
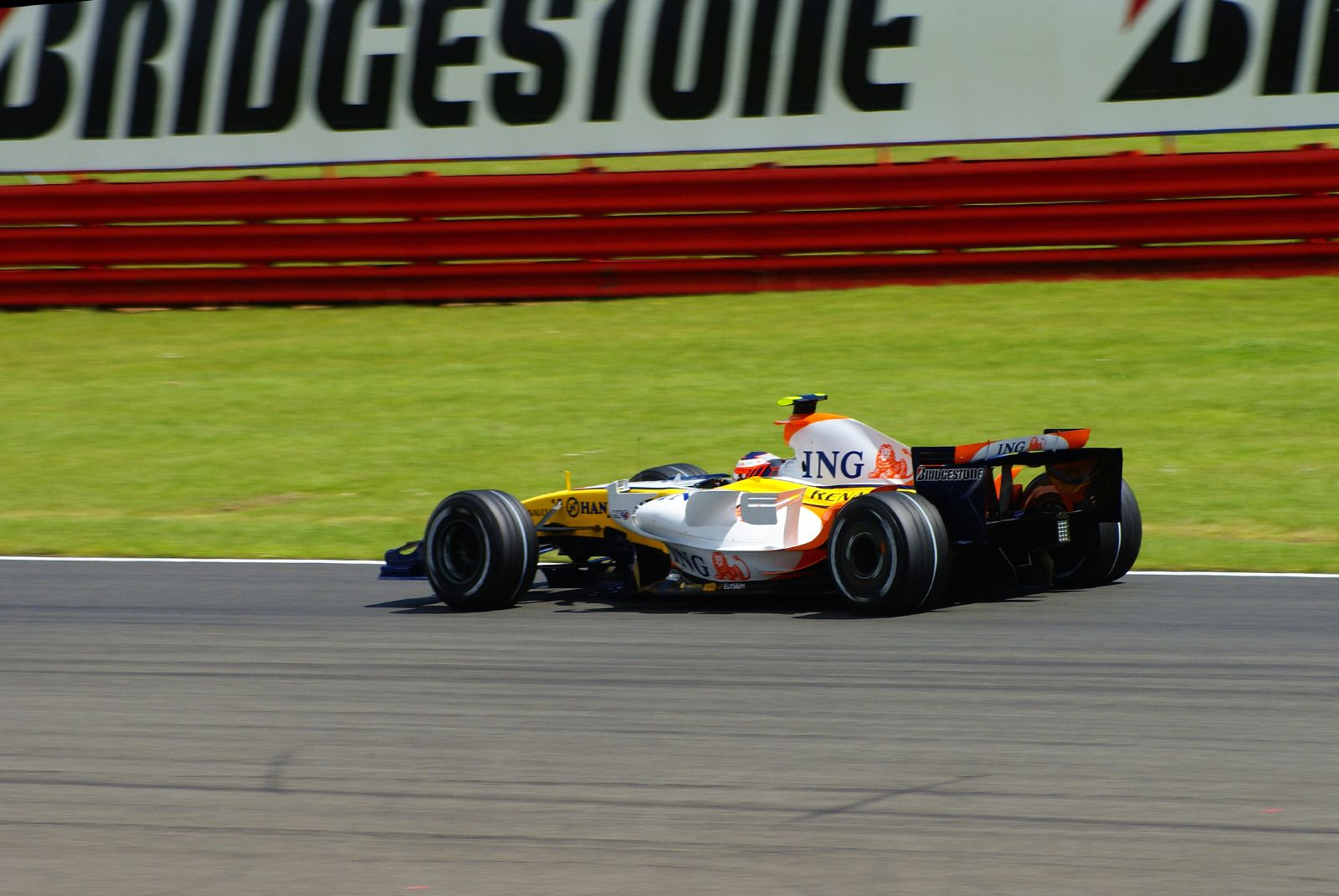
Heikki Kovalainen s vozem R27 Grand Prix Velké Británie 2007